# Stiphra arribalzagai
Stiphra arribalzagai är en insektsart som beskrevs av Cândido Firmino de Mello-Leitão 1939. 
Stiphra arribalzagai ingår i släktet Stiphra och familjen Proscopiidae. Inga underarter finns listade i Catalogue of Life.